# John Joseph Gabriel O'Byrne
John Joseph Gabriel O'Byrne (Rabastens, 20 febbraio 1878 – Bresson, 20 marzo 1917) è stato un militare francese, particolarmente distintosi con il grado di tenente di vascello della Marine nationale nel corso della prima guerra mondiale. Comandante del sommergibile Curie, per il suo coraggio fu insignito della Medaglia d'oro al valor militare e della Legion d'onore.

## Biografia
Nacque nel castello di Saint Géry a Rabastens (Tarn) il 20 febbraio 1878, quarto figlio di Henry O'Byrne, di origine irlandese, e di Elizabeth du Bourg, discendente di una delle più antiche famiglie di Tolosa. Allievo della Scuola Navale francese nel 1896, l'anno successivo conseguì la nomina di Aspirante di 2ª classe e nel 1898 quella di Aspirante di 1ª classe. Il 1º gennaio 1900, si imbarcò sulla nave da battaglia Charles-Martel, appartenente alla Squadra del Mediterraneo e capitanata dal comandante Paul Chocheprat.
Il 1º gennaio 1901 si imbarcò sull'incrociatore protetto Friant appartenente alla Squadra dell'Estremo Oriente (Escadre d'Extrême-Orient) che fu inviato in Cina durante la rivolta dei Boxers. In quell'anno conseguì la promozione a Luogotenente di vascello di 2ª classe. Tra il 1º gennaio 1903 e il 29 settembre 1907 prestò servizio a bordo delle corazzate Charlemagne (1903-1906) e Suffren (1906-1907) entrambe appartenenti alla Squadra del Mediterraneo. Nel settembre 1907 divenne secondo in comando a bordo della torpediniera La Bourrasque, appartenente alla 3ª Flottiglia torpediniere della Squadra del Mediterraneo. Il 28 luglio 1908 passo a servire sui sommergibili, imbarcandosi come secondo sul sottomarino Gnôme, appartenente alla 3ª Flottiglia sommergibili di stanza a Biserta (Tunisia). L'11 marzo 1910 fu promosso al grado di Luogotenente di vascello di 1ª classe. Il 1º gennaio 1911 assunse il comando del sommergibile Anguille appartenente alla stazione di Tolone. Il 12 novembre 1912 divenne comandante del sommergibile Curie, appartenente alla 2ª Squadriglia della 1ª Armata navale, basata a Biserta.
Allo scoppio della prima guerra mondiale la sua nave iniziò subito ad operare, di concerto con la Squadra Navale del Mediterraneo, contro il naviglio austro-ungarico. Nella notte tra il 19 e il 20 dicembre 1914 eseguì un audace tentativo di forzamento del porto austriaco di Pola, per attaccarvi le corazzate ancorate all'interno della rada. Sottoposto a preciso e ravvicinato fuoco delle difese il comandante, posto in salvo il proprio equipaggio, autoaffondò l'unità, abbandonandola all'ultimo momento gravemente ferito. Dopo aver trascorso quasi un'ora nell'acqua glaciale fu tratto in salvo dall'equipaggio della nave da battaglia Viribus Unitis e fatto prigioniero. Considerato dagli stessi austriaci quasi un eroe, venne trasportato in un ospedale di Graz, dove i chirurghi cercarono di curare la seria ferita ad un polmone, aggravata dalla lunga permanenza nell'acqua fredda. Nel giugno 1915 le autorità militari austriache permisero alla moglie di venire, attraverso la Svizzera, a prendersi cura del marito permettendole di vederlo due ore al giorno. Ricoverato successivamente in un ospedale svizzero, fu definitivamente rimpatriato nel gennaio 1917 e si spense poi a Bresson (Isère) il 20 marzo dello stesso anno.
La Francia ricompensò il suo coraggio con la concessione della Croce di Cavaliere della Legion d'onore e fu citato all'ordine del giorno dell'Armata navale.
Per l'audacia dimostrata nell'azione di forzamento della base austriaca di Pola il Governo italiano, con Regio Decreto 17 gennaio 1924, gli conferì la Medaglia d'oro al valor militare alla memoria. Tale onorificenza venne consegnata alla moglie Marguerite e ai due figli nel corso di una cerimonia tenutasi a Tolone nel corso dell'anno.
Il 31 gennaio 1915 il sommergibile Curie venne recuperato dagli austriaci, che dopo le opportune riparazioni incorporarono nella loro flotta con il nome di U-14, ma al termine del conflitto, divenuto preda bellica della Regia Marina, venne da questa restituito alla Francia.
La Marine nationale ha onorato sia John O'Byrne che il suo secondo, Pierre Chailley, dando il loro nome a due sommergibili costruiti durante il corso della prima guerra mondiale.

### Annotazioni
1. ↑  Quando assunse il comando dell'unità questa si trovava ancora in fase di allestimento presso l'arsenale di Tolone.
2. ↑  Durante l'azione il secondo in comando, l'Enseigne de vaisseau Pierre Chailley rimase ucciso.
3. ↑  Parole di apprezzamento sul suo operato vennero espresse sia dal comandante in Capo della flotta austro-ungarica, ammiraglio Anton Haus, che dal comandante dei sommergibili, capitano di corvetta Franz Ritter von Thierry.
4. ↑  Saputa la notizia sua moglie Marguerite aveva lasciato subito Biserta per recarsi presso alcuni parenti a Grenoble, in attesa del permesso di recarsi in Austria.
5. ↑  Scambiato con un ufficiale austriaco prigioniero.
6. ↑  Esso recitava: A fait preuve du plus grand héroïsme en pénétrant au fond d'un port ennemi malgré la multiplicité des moyens de défense, a lutté avec la plus grande énergie pour échapper à l'ennemi, et a coulé le bâtiment pour éviter qu'il ne tombe entre ses mains..
7. ↑  Dopo di lui tale onorificenza venne assegnata anche ad un altro marinaio francese, il tenente di vascello Roland Morillot.

### Fonti
1. ↑  Labayle-Couhat 1974, p. 18.
2. ↑  Labayle-Couhat 1974, p. 64.
3. ↑  Labayle-Couhat 1974, p. 14.
4. ↑  Labayle-Couhat 1974, p. 17.
5. ↑  Labayle-Couhat 1974, p. 145.
6. 1 2 3 4 5  Greger 1976, p. 74.
7. 1 2 3 4  Halpern 2009, p. 120.
8. ↑  Labayle-Couhat 1974, p. 160.
9. ↑  Labayle-Couhat 1974, p. 162.